# Publílio Optaciano Porfírio
Publílio Optaciano Porfírio (em latim: Publilius Optatianus signo Porphyrius) foi um oficial romano do século IV, ativo no reinado do imperador Constantino (r. 306–337).

## Vida

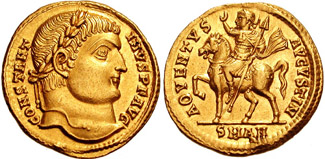
Soldo de Constantino r.

Publílio talvez pode identificado com um prefeito urbano de Roma anônimo cujo horóscopo foi dado por Fírmico Materno, e caso seja, era filho mais jovem de Caio Júnio Tiberiano e irmão de Júnio Tiberiano. Era possivelmente um pagão. Foi nomeado em 3º numa lista de senadores, talvez sacerdotes (não é datada, mas a julgar pelos nomes na lista foi produzida no fim do século III ou começo do IV). Foi exilado por razões desconhecidas, mas foi reconvocado por Constantino em 325. Em 325/329, tornou-se procônsul da Acaia e depois tornou-se prefeito urbano de Roma em duas ocasiões: a primeira, entre 7 de setembro e 8 de outubro de 329; a segunda entre 7 de abril e 7 de maio de 333.